# Beneath the Trees Where Nobody Sees
 (avril 2025).
- Si vous ne connaissez pas le sujet, laissez ce bandeau (vous pouvez alors contacter les auteurs).
- Si vous supprimez le contenu mis en cause (vous pouvez préalablement contacter les auteurs),

argumentez précisément cette suppression dans la page de discussion
(un manque de référence n'est pas un argument ; une recherche réelle de référence doit avoir été effectuée, être formellement documentée).
 (avril 2025).
Beneath the Trees Where Nobody Sees est un roman graphique en 6 tomes illustré et écrit par Patrick Horvath. Le premier tome est publié en 2017 et la série prend fin en 2024.
L'histoire se passe dans le village de Woodbrock, endroit paisible où tout le monde se connaît. Tous les personnages sont des animaux anthropomorphiques. La protagoniste est Samantha Strong, une ourse paraissant polie et amicale, mais cachant un terrible secret : elle est atteinte de psychopathie et ne peut se sentir elle-même qu'en capturant, tuant et découpant des gens. Afin de ne pas se faire repérer, elle choisit uniquement des personnes vivant en ville car « des dizaines de personnes disparaissent tous les jours et personne ne s'en préoccupe ». Or un jour, ce calme paisible se verra bouleversé lorsqu'un cadavre est trouvé au village, dont Samantha n'est pas responsable. Elle commence alors une enquête afin de découvrir qui est le second meurtrier,.
Le comics est publié par la maison d'édition IDW.
Un préquel au comics nommé Beneath the Trees Where Nobody Sees: Präludium est également publié en 2024.

## Résumé

### Volume 1
L'histoire débute à Woodbrock, un paisible village. Samantha salue tous les habitants du village. Elle travaille dans un magasin de bricolage qui appartenait à ses parents. On apprend qu'une fête se prépare au village pour fêter ses 200 ans, avec une parade et des ballons géants. Cependant, lorsque Samantha part en ville, son attitude change immédiatement, et elle décrit les « règles » qu'elle s'est imposée. Premièrement : pas de meurtres à Woodbrock, uniquement en ville. Car si quelqu'un disparaissait au village, tout le monde en parlerait tout de suite, tandis qu'en ville, personne n'y prête attention. La deuxième règle : les victimes doivent être choisies au hasard. Samantha choisit sa victime, un jeune canard, qui approche pour l'aider à réparer sa voiture. Celle-ci l'endort avec du chloroforme, puis l'emmène dans une forêt où elle lui tranche la gorge et le découpe en morceaux. Elle précise qu'elle veut que tout soit « net et propre », pas de cris, pas d'éclat de sang, tout en ordre méticuleux. Elle enterre le corps et aperçoit un véritable ours. Elle lui demande de ne rien révéler puis s'en va, révélant au passage que Samantha exécute cette horrible routine depuis 20 ans, et que seule Mère Nature est au courant.
L'histoire se poursuit, et l'on découvre Lola, une vieille souris et amie de Samantha depuis 40 ans. On apprend également que Lola est atteinte d'une maladie au cerveau qui la ronge. On rencontre également Nigel, le fils de Lola qui aurait abandonné ses études pour prendre soin de sa mère.
Le jour de la parade arrive, mais alors que le char de Bertie, une tortue amicale, entre en scène, le voile de celui-ci se détache révélant le cadavre de Martin, un vieux bouc sénile, cloué au mât et éventré. La réaction de Samantha souligne son côté froid et distant, puisqu'elle n'est pas choquée de voir Martin mort, mais de savoir qu'il y a un autre tueur qui pourrait la faire découvrir aussi.

### Volume 2
La mort de Martin est annoncée dans le journal. Une messe est organisée en son honneur, et le shérif Patterson fait une annonce : on apprend que Martin était un libraire à la retraite et que la ville est placé en confinement avec un couvre-feu à 21h. Le shérif précise qu'il faut se méfier et ouvrir l’œil, car le tueur pourrait être encore au village. À ce moment, une truie du nom de Cherry prend la parole et accuse immédiatement Bertie la tortue, car c'était sur son char que le pauvre Martin fut retrouvé. Le shérif laisse échapper qu'une liste de suspects a été dressée, ce qui fait paniquer les habitants. Samantha commence son enquête, car la ville est trop petite pour deux tueurs, et que l'enquête pourrait révéler des choses qu'elle préfère garder secrètes.
Samantha rend visite à Bertie, qui a un œil au beure noir donné par Cherry. Il semble anxieux et paranoïaque, car certains le croient coupable. Mais pas Samantha qui lui demande si d'autres détails ne lui serait pas revenu. Il révèle qu'avant la parade, Mélody, un chat siamois bouchère du village, l'aidait en transportant des paniers de lavande. Elle est allergique à la lavande, et n'arrêtait pas d'éternuer. Un peu avant le drame, Bertie entendit quelqu'un éternuer, mais personne n'était dans la pièce. Mélody est donc suspecte.
En chemin pour sa boutique, Samantha se fait arrêter par le shérif Patterson qui lui demande où elle se rend. Il commence à la suspecter, car ses allers-retours à la ville lui paraissent étranges. Samantha et Charlie assistent à l'attitude odieuse de Cherry, se garant comme elle veut, doublant tout le monde au café, et donnant des ordres à tout le monde. Samantha commente l’œil au beurre noir de Bertie, ce qui met Cherry très mal à l'aise. Samantha lui demande où elle se trouvait le soir du meurtre, ce qui énerve Cherry qui la menace de porter plainte pour diffamation. Elle pousse Samantha au sol et prend son café sans payer.
On rencontre à présent Howard, un hibou, mari de Cherry. Cherry veut sortir faire un jogging, ce qui inquiète son époux, à cause du couvre-feu imposé. Cherry se moque gentiment de ses craintes, et sort tout de même, pensant avoir le dessus si le tueur se présente. Malheureusement pour elle, un homme portant une capuche lui barre la route, un couteau à la main. L'agresseur lui coupe les doigts lorsque celle-ci lui intime de la laisser tranquille. Cherry s'enfuit jusque dans une école primaire/maternelle, mais se fait vite rattraper et meurt. Le lendemain, sa tête décapitée plantée sur un manche à balai dans un seau est retrouvée avec écrit « Tête de la classe ». Le volume se conclut sur un reportage se faisant sur l'affaire et les habitants critiquant l'inefficacité du shérif.

### Volume 3
Le troisième volume montre qu'une ambiance de paranoïa collective s'est instaurée au village. Tout le monde ferme sa porte à clé, plus personne ne fait confiance à son voisin. Seule la boutique de Mélody reste ouverte malgré tout. Samantha suspecte clairement Mélody, car après tout, le tueur pourrait être n'importe qui. « Il pourrait être votre voisin, il pourrait être le boucher ». On apprend également que le mari de Mélody est décédé, ce qui est étrange car un peu plus tôt, on peut apercevoir Mélody racontant sa journée à son mari couché dans un lit.
Durant la nuit, Samantha brise la vitre de la boucherie pour attirer Mélody, afin que Samantha puisse fouiller sa maison. En ouvrant un placard, elle découvre des têtes de chat en tissu, toutes identiques, et dans la chambre, un corps sans vie avec la même tête que celle dans le placard. On comprend que Mélody s'est créée une poupée grandeur nature de son mari décédé afin de mieux supporter le deuil. Malheureusement, Mélody revient. Samantha parvient à se cacher, mais Mélody la retrouve et la vise avec une arme à feu. Samantha lui avoue qu'elle la suspectait du meurtre de Bertie et qu'elle pensait qu'elle avait déterré le corps de son mari, mais il n'en n'est rien. Après le décès de Frank, son époux, Mélody se sentait si seule qu'elle a confectionné cette poupée à son effigie. Samantha jure de ne rien dire à personne et s'en va.
À l'enterrement de Cherry et de Martin, Samantha entend soudain quelqu'un éternuer à cause des couronnes de lavande sur les tombes. Il s'agit de Nigel, le fils de Lola.

### Volume 4
Samantha se rend chez Lola et découvre Nigel. Nigel ne cache absolument pas qu'il est le responsable des meurtres, et avoue qu'il l'a fait pour avoir son attention. Nigel semble être sous le charme de Samantha, encore plus après l'avoir suivie il  y a un an et avoir découvert son sombre secret de meurtrière. Très heureux de découvrir quelqu'un « comme lui », Nigel s'est donné pour mission d'impressionner Samantha. Ces révélations ne plaisent pas du tout à Samantha, qui travaille seule et qui surtout, ne tue jamais à Woodbrook. Elle lui ordonne d'arrêter et de surtout cesser de la suivre. Nigel s'enfuit, blessé par le rejet de Samantha.
Le lendemain, à son travail, Samantha repère une tache rouge suspecte sur un pot de peinture. Elle le récupère, et renvoie Charlier chez lui, qui paraît très déprimé de ne pas avoir vu la tache avant. Elle l'ouvre et découvre une main appartenant visiblement au canard qu'elle a tué plus tôt. S'ensuit  une séquence de cauchemar montrant Samantha tuer le canard devant tout le village avant de se faire dévorer par des ours, illustrant son angoisse de savoir que Nigel pourrait la dénoncer à tout moments. Elle croit l'apercevoir à la fenêtre, mais il n'en est rien.
Elle se rend à son travail, mais tombe sur Nigel la prenant en photo avant son « départ ». Il semblerait que quelqu'un lui ressemblant ait appelé Charlie en urgence à la boutique, mais que celui-ci n'est jamais revenu. Nigel explique avoir créer un « vrai bazar », cachant même d'autres morceaux des cadavres précédents de Samantha dans des pots de peinture. Le volume s'arrête en montrant Samantha fuyant le village en voiture.

### Volume 5
Le volume reprend sur Samantha se cachant en ville et hallucinant ses anciennes victimes, encore découpées, la regardant comme si elles la blâmaient. Elle tente de fuir la police en passant par les bois. Elle se cache dans une grotte où elle hallucine sa tête se détacher pour révéler des serpents avec ces mots « ça à toujours fait partie de toi », montrant que sa psychopathie est ancrée en elle et fait partie d'elle. En sortant de la grotte, elle tombe sur l'ours du premier volume, le museau ensanglanté après avoir tué une biche. Soudain, un autre ours arrive pour voler la proie, ce qui provoque une bagarre entre les deux. Le premier ours gagne et emporte sa proie. Samantha a alors une révélation: elle aussi doit se battre pour garder ce qui lui appartient. Samantha revient alors au village et récupère des outils de sa boutique pour commencer son plan.

### Volume 6
Dernier volume de la série. Le volume s'ouvre sur Nigel brûlant des photos le montrant tuer Martin, Cherry et Charlie. Il récupère un pistolet d'une boîte et repère un petite fille seule. Il s'en approche et lui demande si elle est seule, mais son père arrive, ruinant son plan. Nigel prend tout de même une photo de la famille. En chemin, il croise la lapine qui avait servi le café à Cherry et il la prend en photo. Elle se fait percuter par un chariot, mais Nigel la relève. Plus tard, dans une chambre noire, Nigel développe ses photos et se prépare à son futur crime, mais aussi au retour potentiel de Samantha.
Pendant ce temps, Samantha arrive chez Lola, vêtue d'un tablier jaune, de gants et de lunettes de protection. Samantha apprend à Lola qu'elle n'y est rien et que Nigel est le coupable, ce que Lola ne conteste pas. Elle révèle même qu'elle était consciente de la nature de Nigel depuis le début, mais aussi de celle de Samantha. Lola implore à Samantha de laisser une chance à Nigel et que tout le monde pourrait s'entendre. Samantha propose à Lola de discuter de tout cela chez elle, au moment où Lola lui demande pourquoi est-ce qu'elle porte des lunettes.
Nigel s'introduit chez Samantha et la trouve sur son fauteuil avec un livre. Il la menace avec son revolver, mais réalise avec horreur que ce n'est pas Samantha sur le fauteuil, mais sa mère, morte, visiblement poignardée par Samantha. Samantha se glisse derrière Nigel et le drogue avec du curare, une substance paralysant le corps, mais laissant tous les sens intacts. Samantha révèle alors son plan : elle va faire croire à tout le monde que Nigel a tué sa mère pour l'avoir trahi, car Samantha a utilisé son couteau pour tuer Lola. Puis, elle va faire croire qu'elle a cherché à protéger Lola, mais que dans la bataille, Nigel s'est tiré une balle accidentellement dans la tête. Samantha révèle également qu'elle n'a jamais vraiment aimé Lola, qu'elle appréciait sa compagnie, mais sans plus. Samantha tue Nigel avec le pistolet, et l'histoire se passe exactement comme elle l'avait prédit. Tout le monde croit que Nigel est coupable et Samantha innocente, le village redevient paisible.
La femme de Charlie vient offrir de la nourriture à Samantha, lui assurant qu'elle n'a jamais cru à sa culpabilité, et Samantha lui offre en échange la chaîne de son mari. Le shérif s'excuse d'avoir accusé Samantha à tort, mais elle lui pardonne.
Le comics se finit avec Samantha expliquant qu'elle va « hiberner » en attendant que les choses se calment, puis reprendre ses habitudes macabres.

## Personnages
- Samantha Strong : Une ourse protagoniste de l'histoire atteinte de psychopathie. Elle tient la boutique de bricolage de ses parents. Malgré son apparence sympathique, elle est froide et calculatrice, n'a aucune empathie et ne ressent d'affection pour personne. Elle ne se sent elle-même qu'en tuant.
- Mélody Davis : Un chat siamois bouchère de la ville. Après la mort de son mari, elle a cherché à le remplacer par une poupée géante afin de se sentir moins seule. Des indices vers la fin laisserait à penser qu'elle a réussi à accepter sa mort et à trouver quelqu'un d'autre.
- Howard Patterson : Un beagle shérif de la ville, déterminé à la protéger.
- Lola : Une souris amie de Samantha et mère de Nigel. Tuée par Samantha.
- Nigel : Le fils de Lola. Atteint vraisemblablement de sociopathie, il est très admiratif de Samantha et tue les habitants du village pour « l'impressionner ». Il aime profondément sa mère.
- Chip : Un renard à l'air décontracté, vendeur de journaux.
- Martin : Un vieux bouc sénile avec des problèmes de mémoire. Il demande par exemple un exemplaire de journal alors qu'il en a déjà un. La première victime de Nigel.
- Bertie : Une tortue sympathique, accusé au tout début du meurtre de Martin.
- Charlie : Une taupe un peu tête en l'air et myope, marié et père de famille. Il aide Samantha à la boutique. Troisième victime de Nigel.
- Cherry Gherkins : Une truie prétentieuse et colérique, au comportement typique d'une « Karen »". Malgré cela, elle semble plus gentille et attentionnée avec son mari Howard. Seconde victime de Nigel.

## Réception
La série fut très bien reçue, ayant récoltée de très bonnes notes, et est saluée pour sa protagoniste inattendue et son histoire riche en rebondissement. Le public semble apprécier particulièrement le style mignon et presque enfantin cachant en réalité une vérité sombre. La série fut même comparée à Dexter ou encore Blacksad.
Elle fut nommée aux Eisner awards 2024.

## Préquel
Un préquel nommé Beneath the Trees Where Nobody Sees: Präludium est également publié en 2024 revenant sur les origines de Samantha. Dans ce préquel, on découvre Samantha plus jeune, alors en année sabbatique en Allemagne. Samantha vit un profond mal-être, ne sachant pas ce qu'elle veut ni où elle va. Ses parents veulent qu'elle reprenne la boutique familiale, ce qui lui déplaît fortement. En chemin, elle fait la rencontre d'Otto, une belette, qui accepte de la prendre en stop. Il lui propose de l'accompagner dans un endroit privé à Kloster-Hofgarten.
Alors qu'ils campent pour la nuit, Otto se réveille pendant que Samantha essayait de le noyer. Elle lui explique qu'elle a toujours voulu couper un corps en morceaux et le réassembler. Elle tranche alors la gorge d'Otto, et décrit la sensation comme si son âme et son corps s'étaient enfin assemblés. Samantha coupe le corps d'Otto, l'enterre, puis repart. Elle semble avoir retrouvé son appétit, mais surtout sa joie de vivre.